# 더 데일리 비스트
《더 데일리 비스트》(영어: The Daily Beast)는 미국의 뉴스 웹사이트이다. 《배너티 페어》와 《더 뉴요커》의 이전 편집자인 티나 브라운이 설립했다.